# Chorizopora spinosa
Chorizopora spinosa is een mosdiertjessoort uit de familie van de Chorizoporidae. De wetenschappelijke naam van de soort is voor het eerst geldig gepubliceerd in 1890 door Kirkpatrick.